# Dente lupus, cornu taurus petit
Dente lupus, cornu taurus petit es una locución latina que significa el lobo ataca con el diente y el toro con el cuerno.
El significado de esta locución da a entender que como la defensa es natural, cada cual se defiende como puede y se vale de las armas que la naturaleza le ha dado.
- Datos: Q765648

- El contenido de este artículo incorpora material del tomo 18 de la Enciclopedia Universal Ilustrada Europeo-Americana (Espasa), cuya publicación fue anterior a 1945, por lo que se encuentra en el dominio público.